# Titularbistum Nova Sparsa
Nova Sparsa (ital.: Novasparsa) ist ein Titularbistum der römisch-katholischen Kirche.
Die in Nordafrika gelegene Stadt war ein alter römischer Bischofssitz, der im 7. Jahrhundert mit der islamischen Expansion unterging. Er lag in der römischen Provinz Numidien.
| Titularbischöfe von Nova Sparsa |                                  |                                                                                     |                  |                 |
| Nr.                             | Name                             | Amt                                                                                 | von              | bis             |
| 1                               | Jerome Arthur Pechillo TOR       | 1965–1976 Prälat von Coronel Oviedo, 1976–1991 Weihbischof in Newark (Paraguay/USA) | 20. Oktober 1965 | 1. Januar 1991  |
| 2                               | John Patrick Boles               | Weihbischof in Boston (USA)                                                         | 14. April 1992   | 9. Oktober 2014 |
| 3                               | Ernesto José Romero Rivas OFMCap | Apostolischer Vikar von Tucupita (Venezuela)                                        | 7. April 2015    |                 |